# Bathybela
Bathybela is een geslacht van weekdieren uit de klasse van de Gastropoda (slakken).

## Soorten
- Bathybela nudator (Locard, 1897)
- Bathybela papyracea Warén & Bouchet, 2001
- Bathybela tenelluna (Locard, 1897)